# 王子様のお勉強
『王子様のお勉強』（おうじさまのおべんきょう）は松本テマリによる漫画作品。及びそれを表題作とする漫画短編集。

## 概要
初出は『CIEL』、ASUKACOMICS CL-DXより2004年3月27日発行。ISBN 4-04-853730-X
またドラマCDも2005年2月25日にマリン・エンタテインメントから発売されている。

## あらすじ
王子様のお勉強
王子（声 - 野島健児）が教育係（声 - 置鮎龍太郎）に教えられるのは房事の勉強。次回から他の相手との実践と知ったとき、王子はいつも授業を受けている教育係でないと嫌だと言いだす。
オオカミはいかが?
悠（声 - 阪口大助 / 幼少：富沢美南）と光一（声 - 緑川光 / 幼少：辻あゆみ）は幼馴染。光一より2歳上の悠は、ずっと子犬の親代わり気分でいたが、今では光一は悠よりも長身となる。ある日、屋上で「オオカミは今発情期だから」と、悠は光一にキスされる。
気持ちもちょーだい
レンタルビデオ店で働く等々力秋津（とどろき あきつ）と足立稔（あだち みのる）は、スタッフルームでAVを見ていた時、お互いに感情が高ぶって肉体関係を持つ。秋津は稔を好きになるが、稔は『友達同士では普通にやること』だと思っていた。どうにかして関係を進展させようとする秋津。
23cmのユウウツ
宮田渉20歳は、童顔で身長が157cmしかないことが悩みである。目標は幼馴染の英一郎と同じ180cmになること。ある日、渉は英一郎が見たいといっていた映画に英一郎を誘うが、その映画はR指定ものだった。
僕の大作戦
『僕』（声 - 宮田幸季）は隣に住んでいる、大好きな涼一お兄ちゃん（声 - 鳥海浩輔）が引越しをすると聞き、お兄ちゃんを僕の部屋に閉じ込めることを決意する。
しなやかなカラダ
梓と神原は寮のルームメイト。美術部の神原は、梓の体に惚れこみデッサンのモデルをさせる。